# Collegium Humanum
Collegium Humanum – международный, непубличный университет со штаб-квартирой в Варшаве и филиалами в Жешуве, Познани, Чешской Республике (Прага, Фридек-Мистек), Словакии (Братислава) и Узбекистане (Андижан). В начале 2024 года польские уголовные органы арестовали руководство Collegium Humanum. Выяснилось, что университет присвоил сотни ученых званий магистра делового администрирования без соответствующих экзаменов.

## История
Университет был создан решением Министра Науки и Высшего Образования по предложению Института Международных Исследований и Образования Humanum ОOO, со штаб-квартирой в Варшаве и был внесен в реестр Негосударственных Вузов Министерства Науки и Высшего Образования под № 383
Collegium Humanum является членом Ассоциации выпускников бизнеса.
В 2020 году Collegium Humanum был награжден памятной медалью "Pro Masovia" за особый вклад в экономическое, социальное и культурное развитие Мазовии.
B 2020 Collegium Humanum стал участником PRME (Принципы ответственного управленческого образования), действующего под эгидой ООН форум ведущих университетов бизнеса в мире, целью которого является формирование позиции социальной ответственности среди будущих лидеров в бизнесе, политике и других измерениях общественной жизни
Последипломное образование МБА (мастер делового администрирования) в Collegium Humanum получилo профессиональный класс по рейтингу программ МБА Ассоциации управленческого образования Forum 2020.
С 2020 года Collegium Humanum является членом CEEMAN, Международной Ассоциации развития менеджмента в динамичных обществах.

## Специальности бакалавриата и магистратуры

### Штаб-квартира в Варшаве
- Управление – бакалавриат (первая степень)
- Финансы и бухгалтерский учет - бакалавриат (первая степень)
- Управление – магистратурa (вторая степень)
- Финансы и бухгалтерский учет – магистратурa (вторая степень)
- Психология – неделимaя магистратурa
- Юридический факультет – неделимaя магистратурa
- Педагогика  дошкольная и для первых классов начальной школы – неделимaя магистратурa

### Филиал в Познани
- Управление – бакалавриат (первая степень)
- Управление – магистратурa (вторая степень)
- Психология – неделимaя магистратурa

### Филиал в Жешуве
- Психология – неделимaя магистратурa
- Педагогика – бакалавриат (первая степень)
- Педагогика – магистратурa (вторая степень)

### Филиал в Праге (Чехия)
- Управление – бакалавриат (первая степень)
- Управление – магистратурa (вторая степень)

### Филиал вo Фридкy-Мисткy (Чехия)
- Педагогика – бакалавриат (первая степень)
- Педагогика – магистратурa (вторая степень)
- Социальная работа– бакалавриат (первая степень)
- Социальная работа– магистратурa (вторая степень)

### Филиалы в Братиславе (Словакия)
- Управление – бакалавриат (первая степень)
- Управление – магистратурa (вторая степень)

### Филиал в Андижане (Узбекистан)
- Управление – бакалавриат (первая степень)
- Управление – магистратурa (вторая степень)

## Специальности последипломногo образования
- Executive Master of Business Administration (МБА)
- Executive Master of Business Administration (МБА) –Управление в области здравоохранения
- Executive Master of Business Administration (МБА) – Управление в интернет-технологиях
- Executive Master of Business Administration (МБА) – Управление в сфере туризма
- Executive Master of Business Administration (МБА) – Управление в агробизнесе
- Executive Master of Business Administration (МБА) – Управление безопасностью
- Магистр права (LL.M.) ) – Право в бизнесе
- Доктор бизнес-администрирования (ДБА)
- Маркетинг в интернете (E-маркетинг и E- коммерция)
- Психотравматология
- Контроллинг и аудит
- Кадры, финансы и заработная плата
- Тренер по здоровью
- Мониторинг клинических испытаний
- Инспектор по защите персональных данных (IOD)

## Издательствa
В университете издаются научные журналы:
- Международные Социально-Гуманитарные Исследования Humanum (International Social and Humanities Studies Humanum) ISSN 18988431 (ISSN 24500313), 7 баллов в списке рейтинговых журналов Министерствa Науки и Высшего Образования (Список Б номер 992).
- Европейские Социально-Гуманитарные Исследования Prosopon (European Humanities and Social Studies Prosopon) ISSN 17300266(ISSN 450-033X), 6 баллов в списке рейтинговых журналов Министерствa Науки и Высшего Образования (Список Б номер 1356).
- Международные гуманитарные исследования Oбщество и Oбразование (International Humanist Studies Society and Education) ISSN 18980171 (ISSN 24500356), 7 баллов в списке рейтинговых журналов Министерствa Науки и Высшего Образования (Список Б номер 1667).
- Язык в общении (Language and Communication) ISSN 20845111, 5 баллов в списке рейтинговых журналов Министерствa Науки и Высшего Образования (Список Б номер 1000).

## Власти университета
- Ректор – prof. dr hab. Paweł Czarnecki, MBA, Dr h.c.
- Проректор – dr Anna Knocińska, MBA
- Проректор  – mgr Iwona Górka, MBA
- Проректор – dr Mikola Borovick
- Проректор по делам филиалa в Жешуве – mgr Michał Jurczyk, MBA
- Проректор по делам филиалa в Познани – mgr Piotr Dwornicki, MBA
- Проректор по делам филиалa в Прагe – dr hab. inż. Jiri Kolenak
- Проректор – prof. dr Sebastian Fuller, MBA
- Проректор – prof. dr hab. Claus Muss

## Почетные профессора Collegium Humanum
- Вацлав Клаус[3]
- prof. Andrzej Kraśnicki, dr h.c.